# جون روبرتس (لاعب كريكت بريطاني)
جون روبرتس (23 سبتمبر 1948 في المملكة المتحدة - ) (بالإنجليزية: John Roberts)‏ هو لاعب كريكت بريطاني. لعب مع نادي مقاطعة شروبشاير للكريكت ‏.